# フジスミレ
フジスミレ（藤菫、学名：Viola tokubuchiana）はスミレ科スミレ属の多年草。
本種を基本種とする変種にヒナスミレ（雛菫、学名：Viola tokubuchiana var. takedana）がある。なお、門田裕一 (2016) は、「フジスミレとヒナスミレはそれぞれ独立種として扱うべきかもしれない」としている。

## 特長
無茎の種。高さは3-8cmになる。地下茎は短く、花の後に地中匐枝が伸長し、匐枝の途中および先端に新しい株をつけて繁殖する。葉には長さ2-8cmになる葉柄があって根生し、葉柄は紫色をおび、有毛。葉身は平開し、長さ1.5-4.5cm、卵形から長卵形で五角形に近く、先端は鋭くとがり、基部は心形、縁は低平な鋸歯がある。葉の表面は暗緑色で、ふつう葉脈に沿って淡い白斑があり、裏面は紫色をおび、短毛が生える。
花期は4-5月。束生する葉の間から花柄を伸ばし、葉の上に出て、花を横向きにつける。花柄は長さ5-8cm、ときに有毛で、2個の細い小苞葉がある。花の径は1.5-2cm、花色は淡紫色から紅紫色。花弁は長さ8-12mm、側弁の基部にはふつうまばらに毛が生え、唇弁には紫色のすじが入る。唇弁の距は円柱型で細く、ふつうゆるやかに上向きに曲がり、長さ5-6mmになる。萼片は広披針形で毛が生え、付属体は楕円形で、縁は全縁。雄蕊は5個あり、花柱はカマキリの頭形になり、上部の左右への張り出しは弱く、柱頭は下向きに短く突き出る。果実は蒴果で、毛は生えない。染色体数は2n=24。

## 分布と生育環境
日本固有種。本州の栃木県および群馬県に分布する稀な種であり、山地の夏緑樹林の湿り気のある林床に生育する。フォッサマグナに沿った分布をするフォッサマグナ要素の植物の一つ。門田裕一 (2016) は、「埼玉県，山梨県，長野県，静岡県，さらには福島県からの記録もあるが検討が必要である」としている。

## 名前の由来
和名のフジスミレは「藤菫」の意で、牧野富太郎 (1902) による命名。牧野は、『牧野日本植物圖鑑』(1940)において、「和名ハ藤色ヲ呈セル花色ニ基ク」と記載している。
種小名（種形容語）tokubuchiana は、北海道植物の採集家、徳淵永治郎 (1864-1913) への献名である。

## 種の保全状況評価
国（環境省）のレッドデータ、レッドリストの選定はない。

都道府県のレッドデータ、レッドリストの選定状況は次の通り。福島県-情報不足(DD)、群馬県-絶滅危惧IB類(EN)、静岡県-要注目種（N-I現状不明）。

## ギャラリー

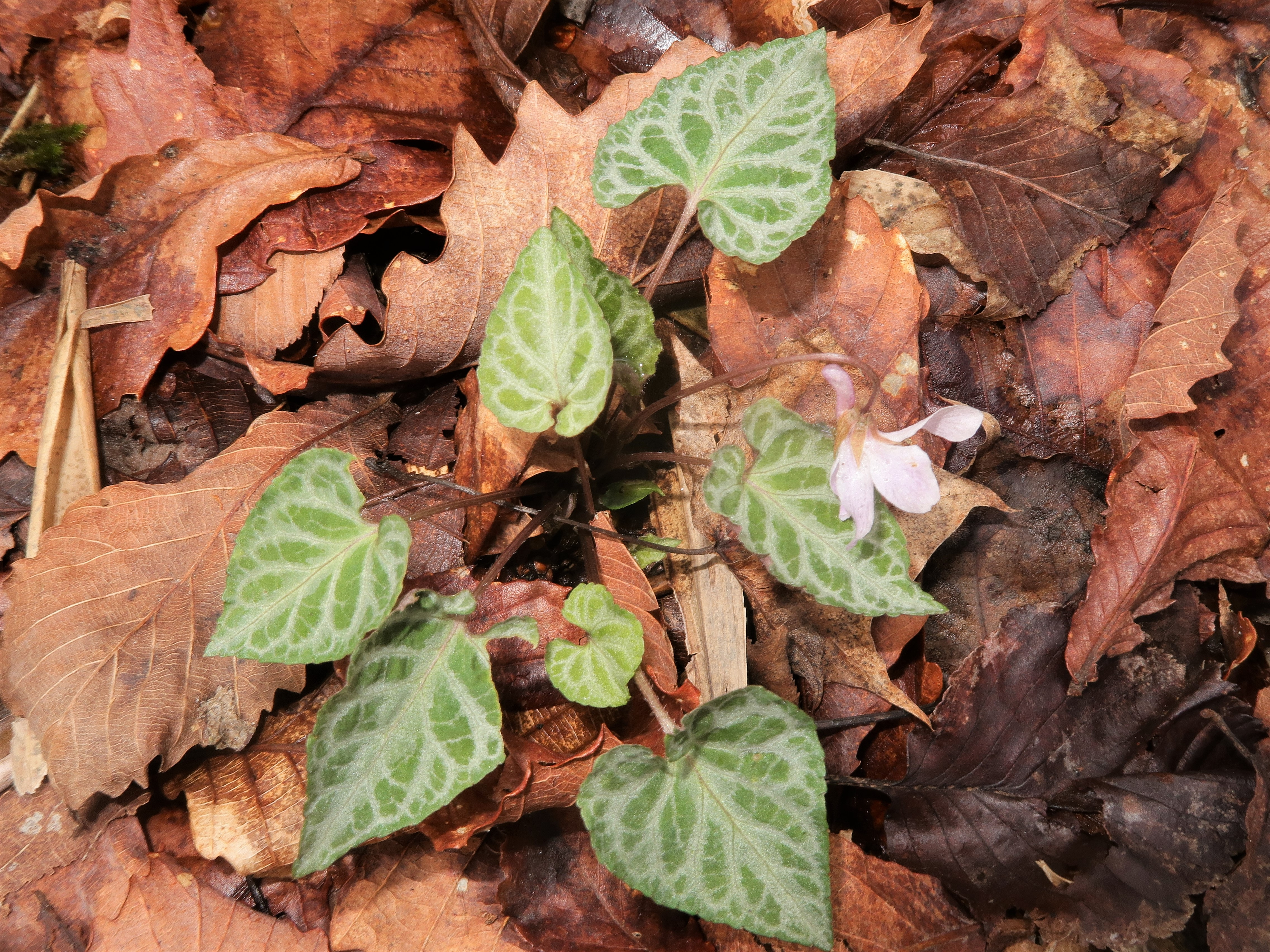
葉には長さ2-8cmになる葉柄があって根生し、葉柄は紫色をおびる。
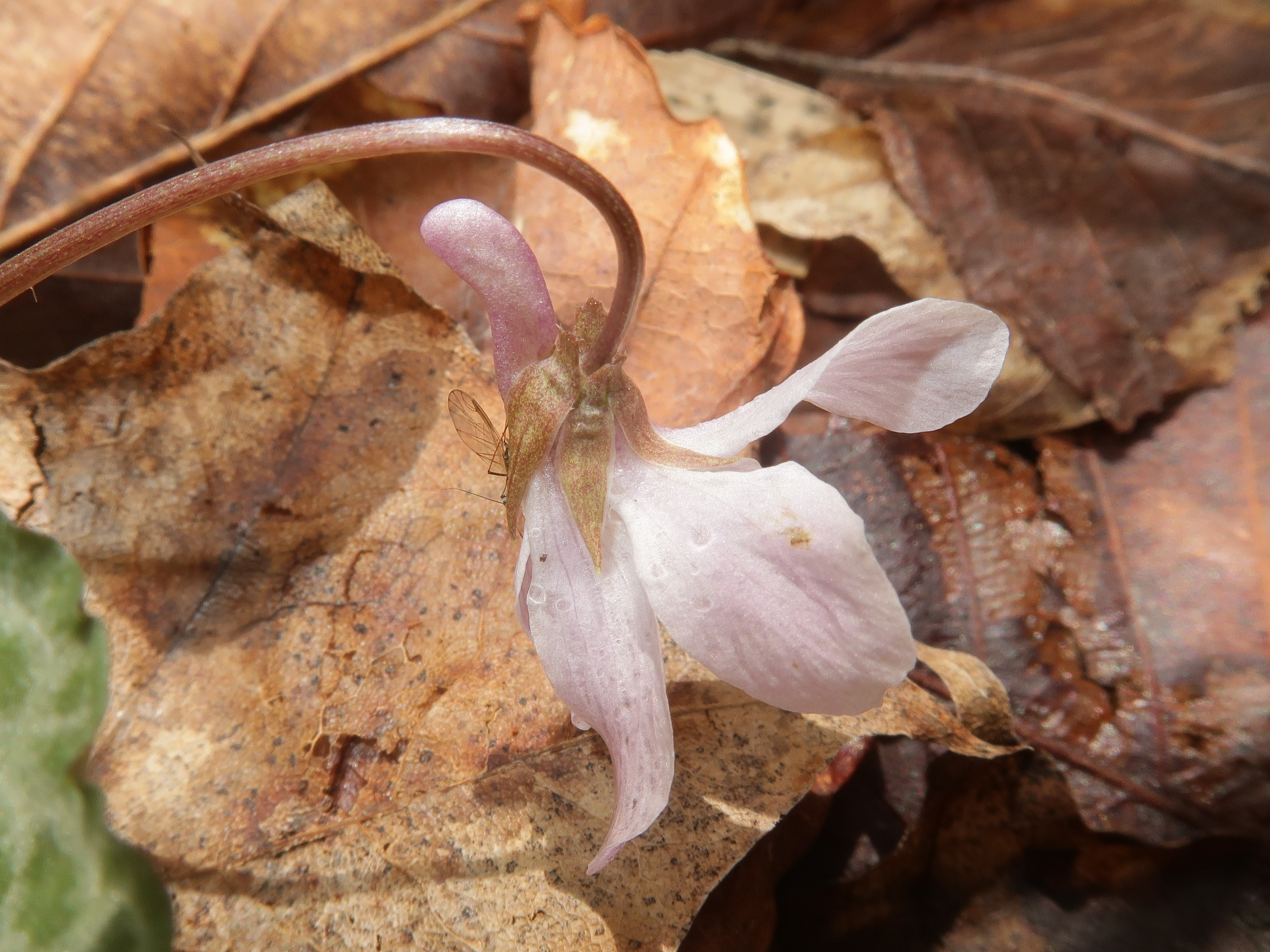
唇弁の距は円柱型で細く、萼片は広披針形になる。
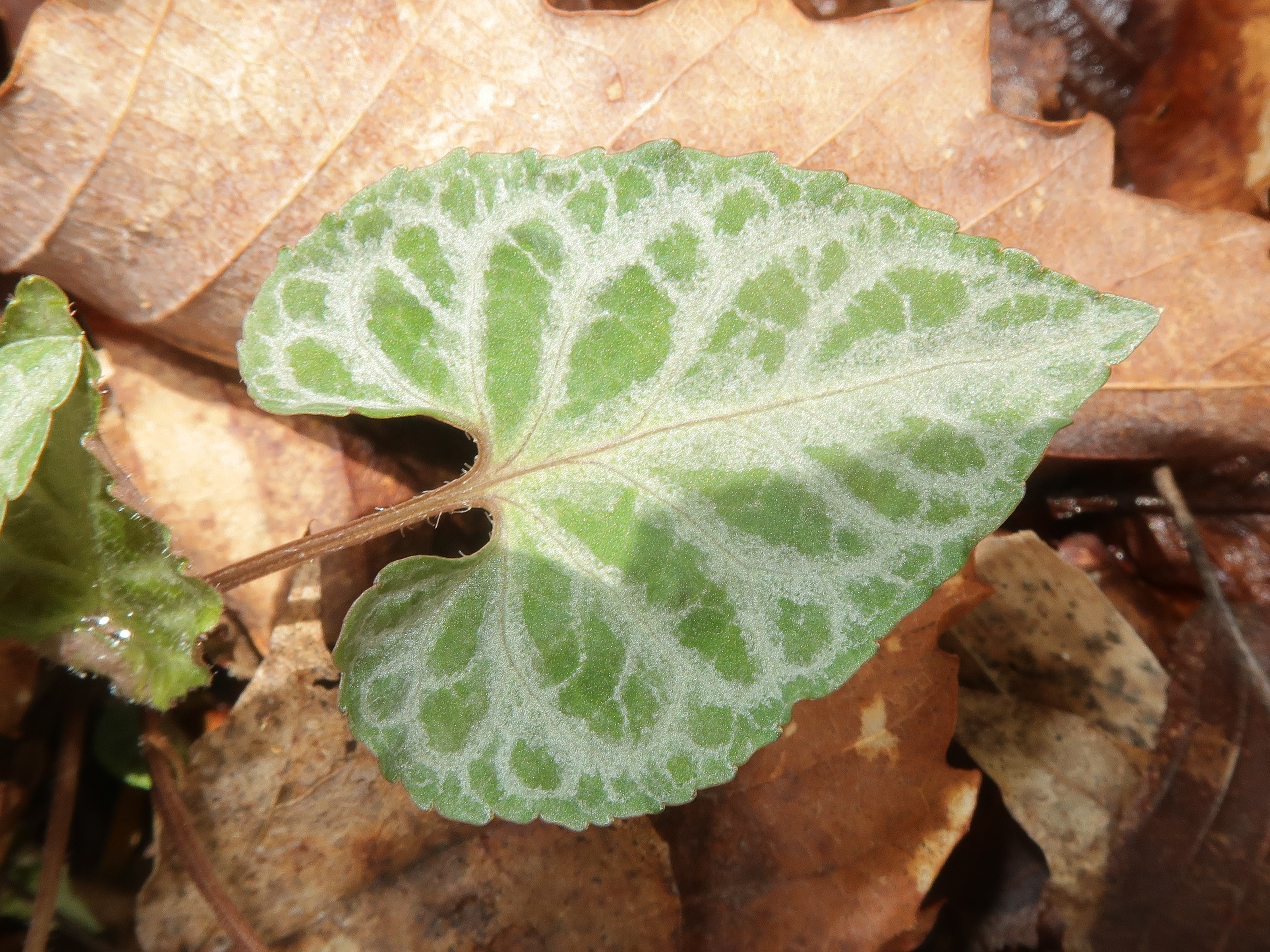
葉身は平開し、卵形から長卵形で五角形に近く、先端は鋭くとがり、基部は心形。葉の表面は暗緑色で、ふつう葉脈に沿って淡い白斑がある。
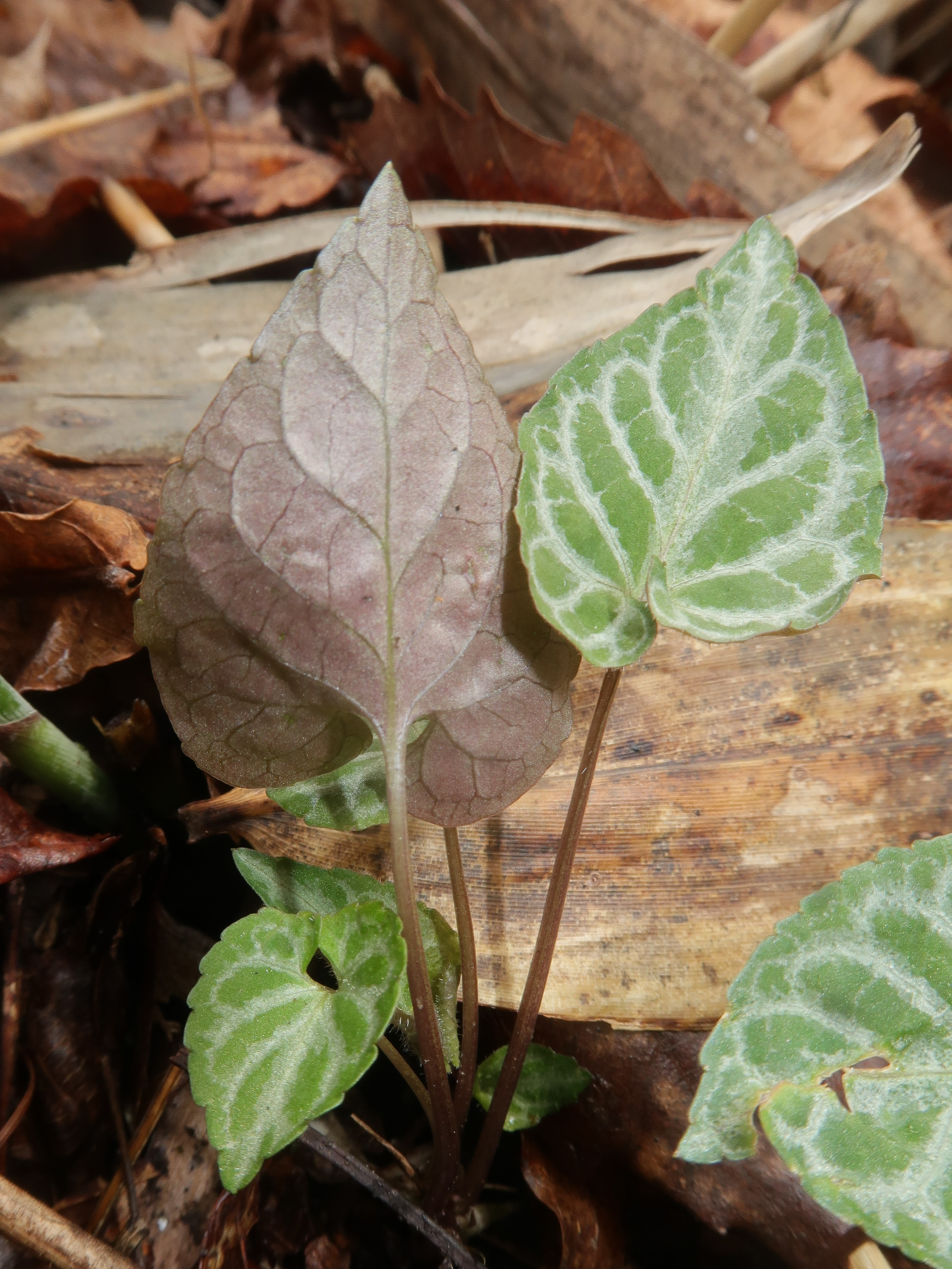
葉の裏面は紫色をおび、短毛が生える。
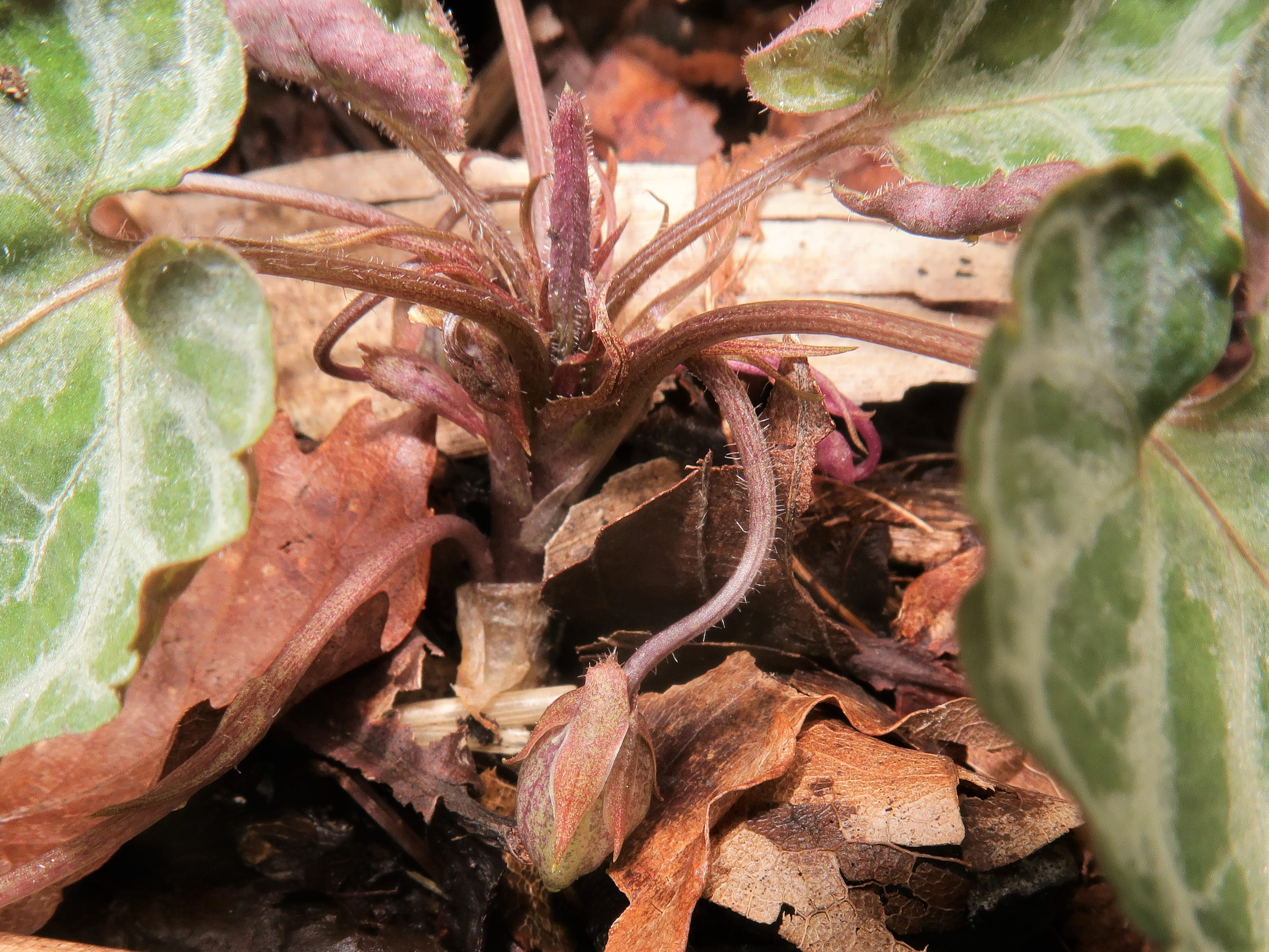
果実は蒴果で、毛は生えない。

## 下位分類
- ミドリフジスミレ Viola tokubuchiana Makino var. tokubuchiana f. concolor E.Hama (1976)[11] - 葉の表面に白色の斑紋が入らないもの[3]。品種名 concolor は、「同色」「同様に色づいていること」の意味[12]。
- シロバナフジスミレ Viola tokubuchiana Makino var. tokubuchiana f. lactiflora E.Hama (1976)[13] - 白花品種[3]。品種名 lactiflora は、「乳色の花の」の意味[14]。

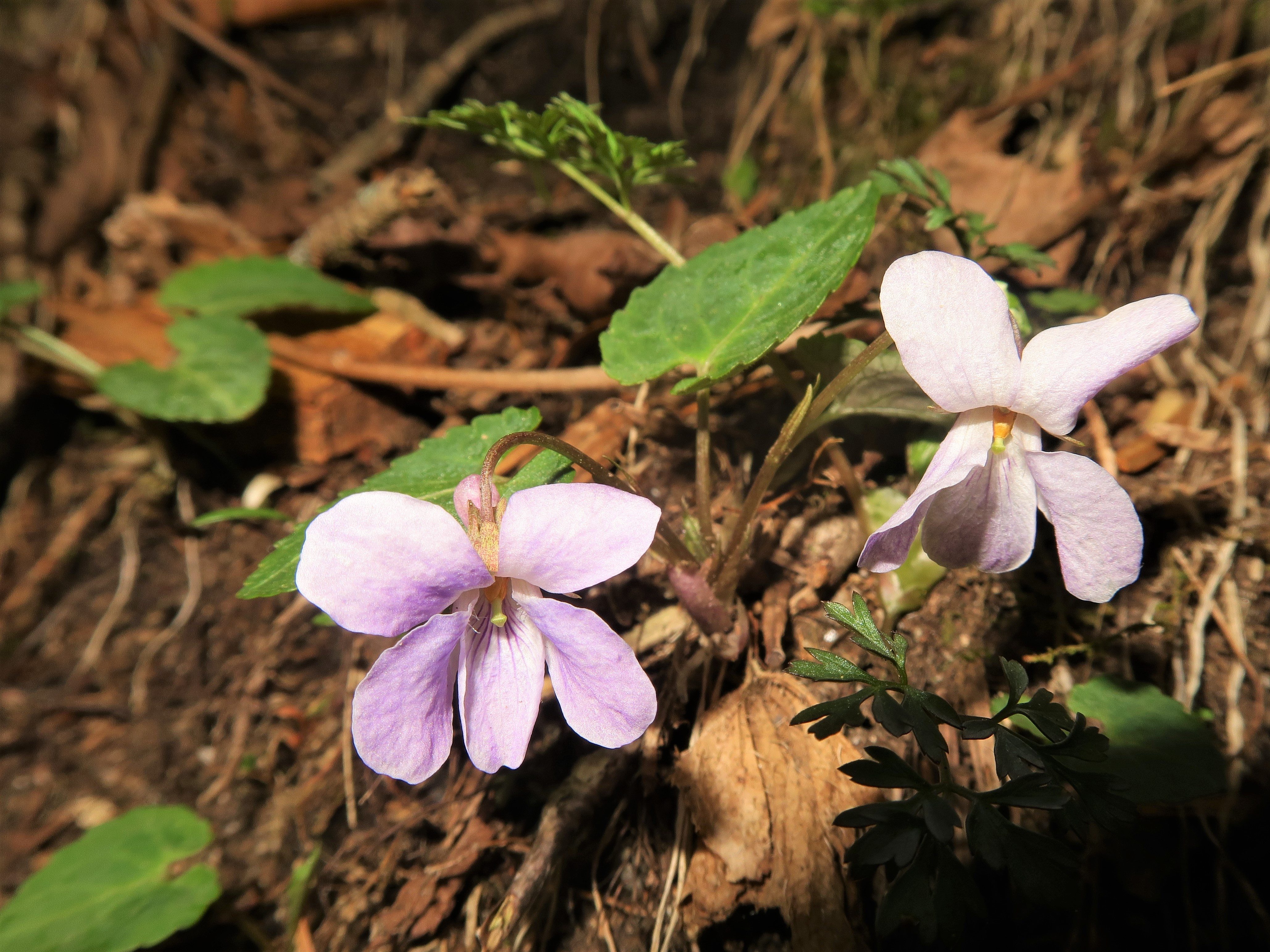
ミドリフジスミレ 栃木県日光市 2021年5月中旬
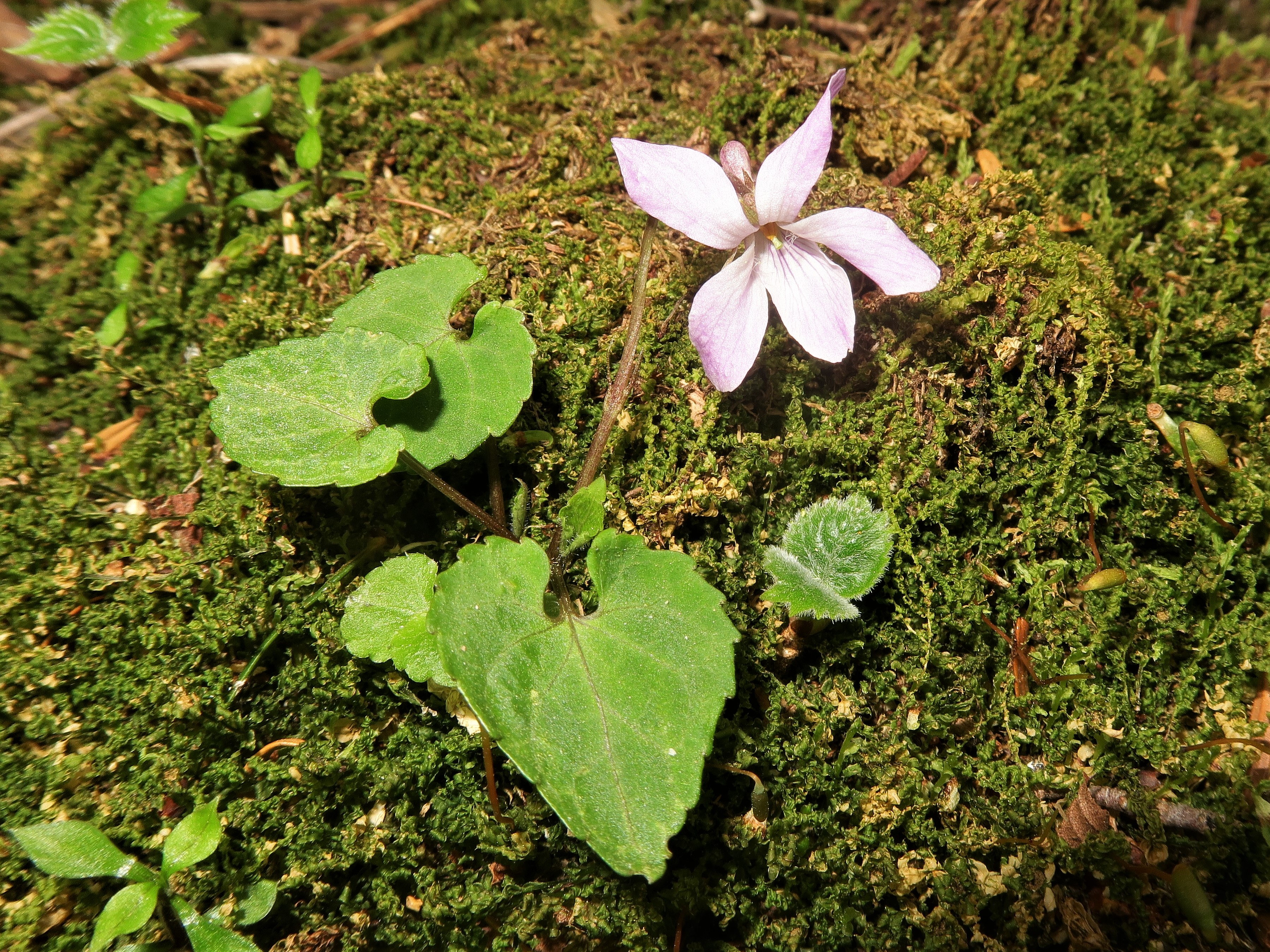
葉の白斑は目立たない。
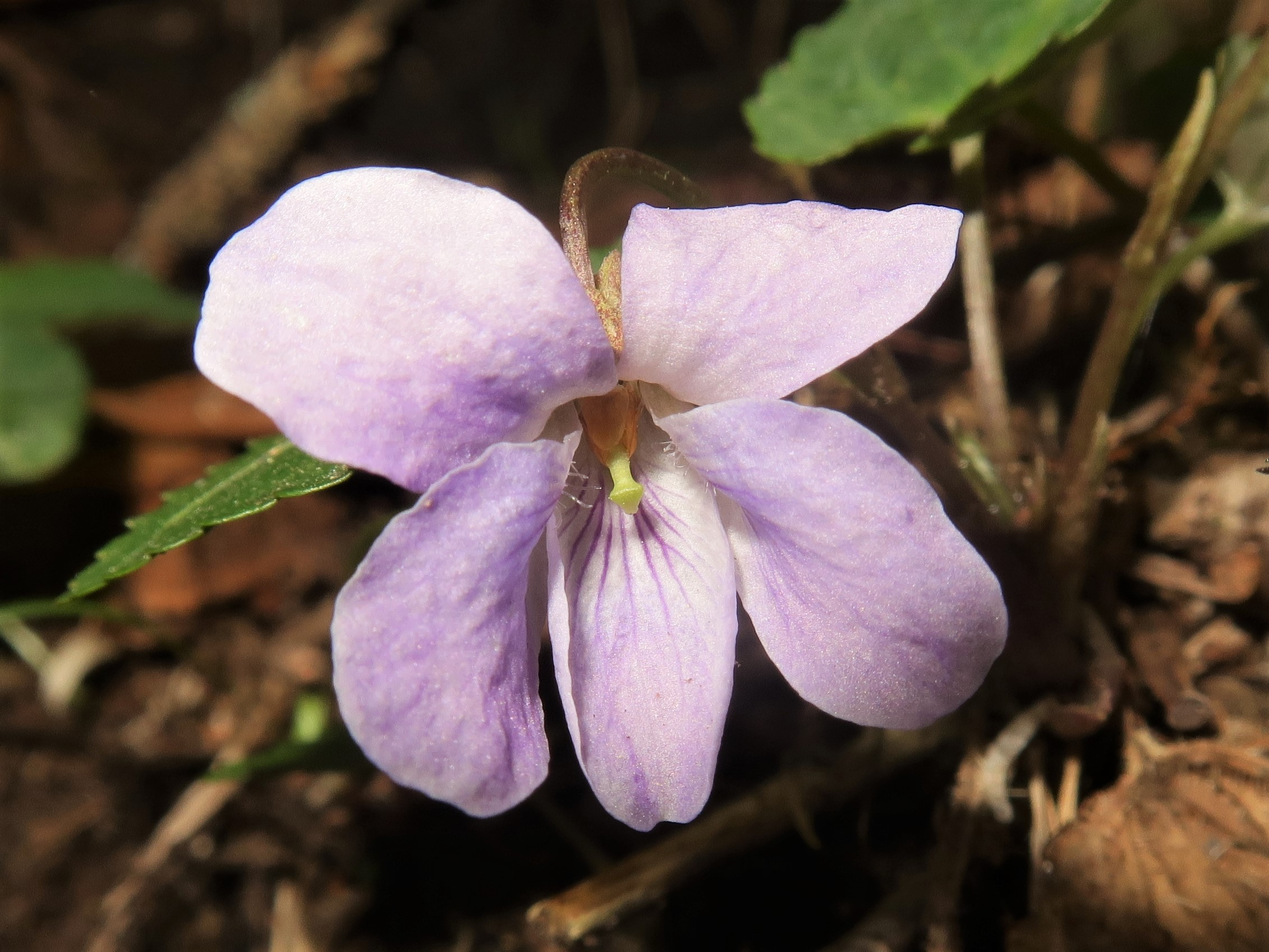
側弁の基部にまばらな毛束がある。
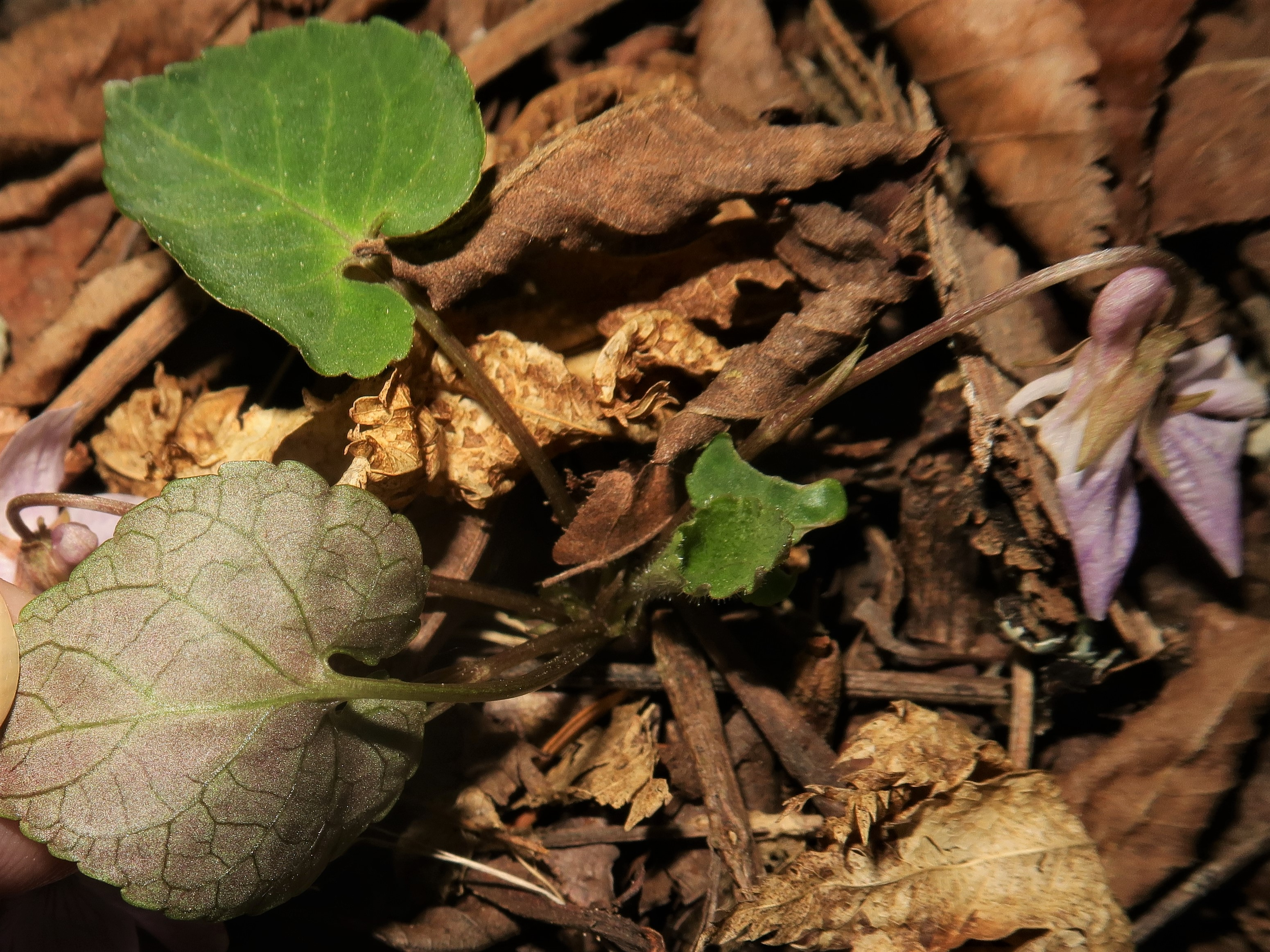
葉の裏面は紫色をおびる。

## 交雑種
- オグラスミレ Viola tokubuchiana Makino f. concolor E.Hama × V. yezoensis Maxim. (1975)[15] - ミドリフジスミレ×ヒカゲスミレ[15]。
- フイリオグラスミレ Viola tokubuchiana Makino × V. yezoensis Maxim. (1975)[16] - フジスミレ×ヒカゲスミレ[16]。

## 分類
本種と同じミヤマスミレ節 Sect. Patellares に属するミヤマスミレ V. selkirkii とは葉の形や花色が通じるところがある。また、本種を基本種とする変種のヒナスミレ V. tokubuchiana var. takedana とは、本種の葉身が卵形から長卵形のところ、ヒナスミレは三角状卵形から長卵形でより長く、本種は花後の地中匐枝に新株をつけることが区別点となる。しかし、九州に分布するヒナスミレは地中匐枝で連絡するものがあり、両者を明確に区別することは困難であるという。